# Mapania coriandrum
Mapania coriandrum är en halvgräsart som beskrevs av Ernest Nelmes. Mapania coriandrum ingår i släktet Mapania och familjen halvgräs. Inga underarter finns listade i Catalogue of Life.